# Zeugandra iranica
Zeugandra iranica là loài thực vật có hoa trong họ Hoa chuông. Loài này được P.H.Davis miêu tả khoa học đầu tiên năm 1951.